# Klecany
Klecany (en allemand : Groß Kletzen) est une ville du district de Prague-Est, dans la région de Bohême-Centrale, en République tchèque. Sa population s'élevait à 3 861 habitants en 2024.

## Géographie
Klecany se trouve sur la rive droite de la Vltava, à 7 km au sud d'Odolena Voda et à 12 km au nord du centre de Prague.
La commune est limitée par Vodochody et Klíčany au nord, par Bašť et Sedlec à l'est, par Zdiby au sud, par la Vltava et Roztoky au sud-ouest, et par Husinec et Větrušice à l'ouest.

## Histoire
La première mention écrite de la localité date de 1309. La commune a le statut de ville depuis 1994.

## Galerie

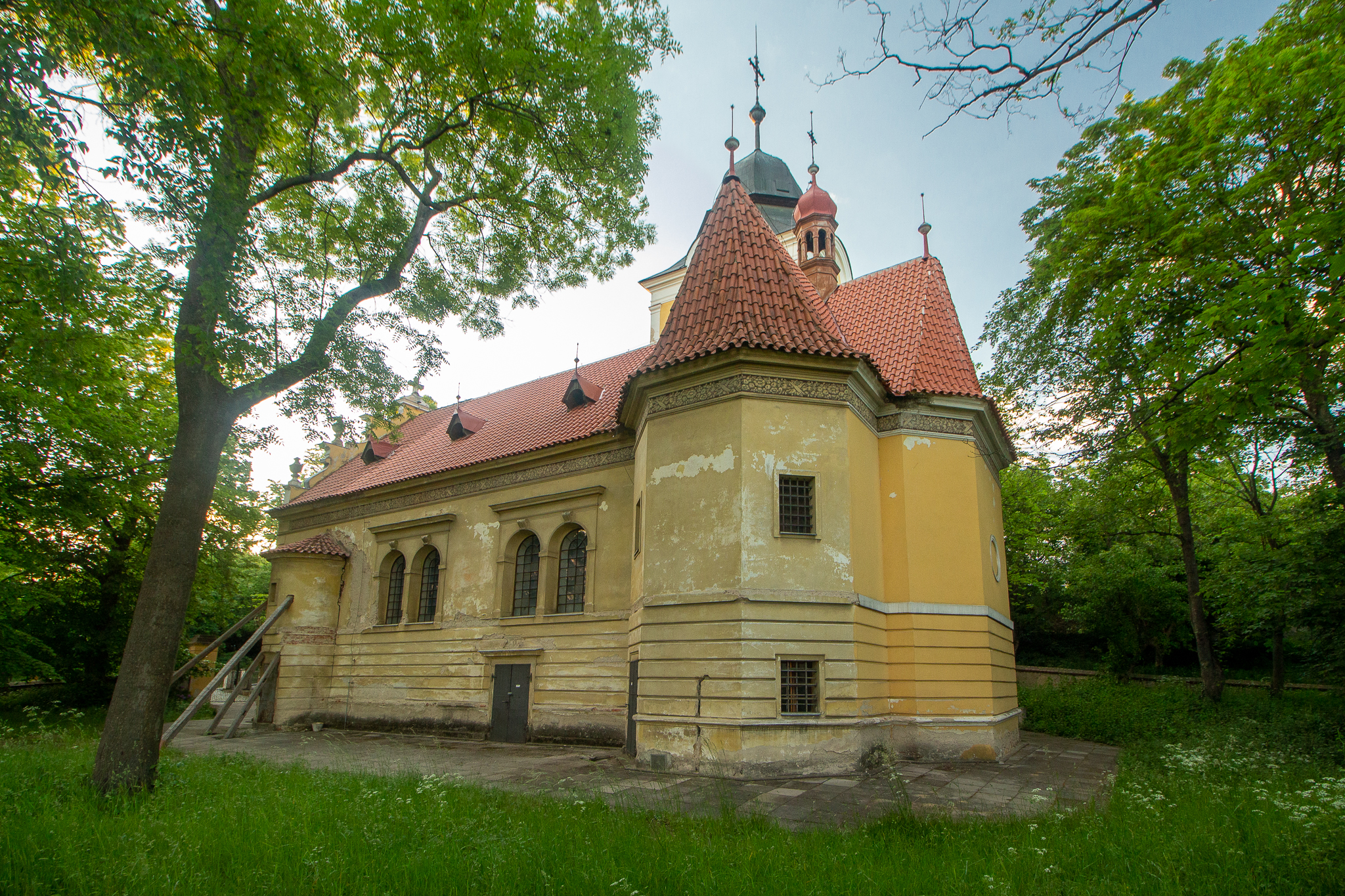
Église de l'Assomption.
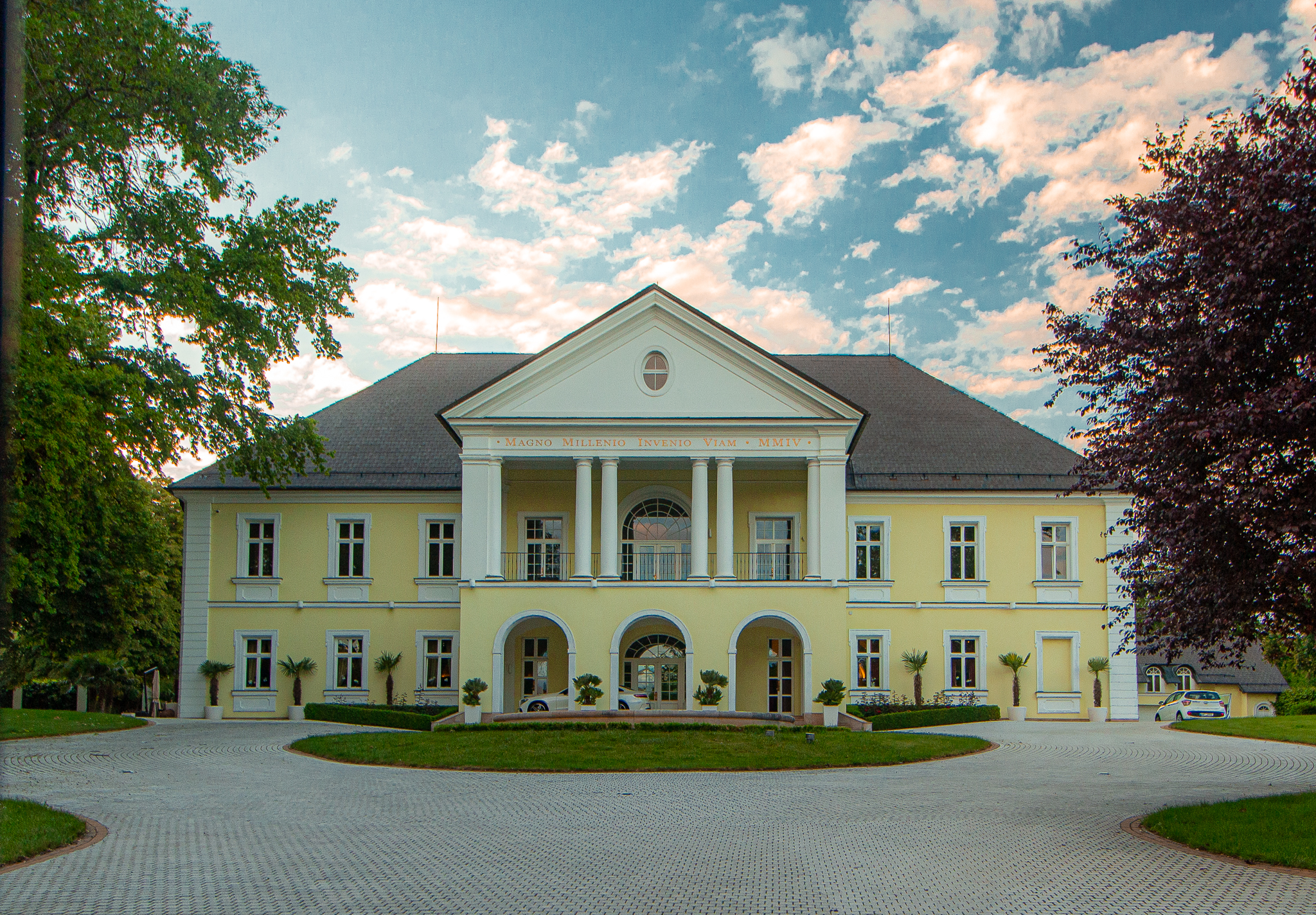
Château de Klecany.

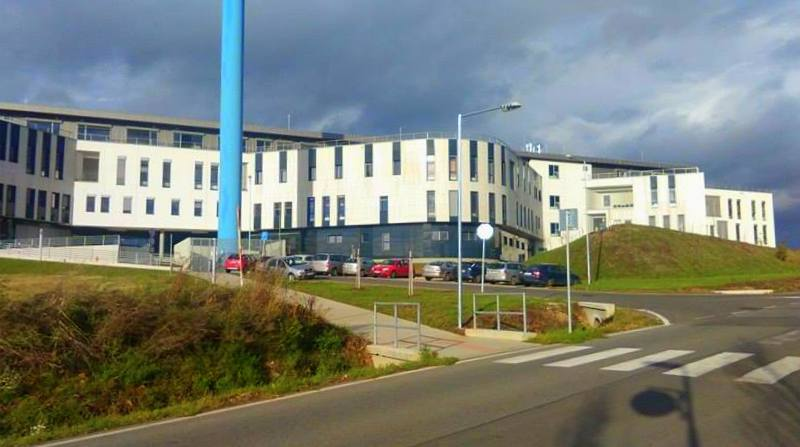
Institut national de la santé mentale.

## Transports
Par la route, Klecany se trouve à 15,5 km du centre de Prague.

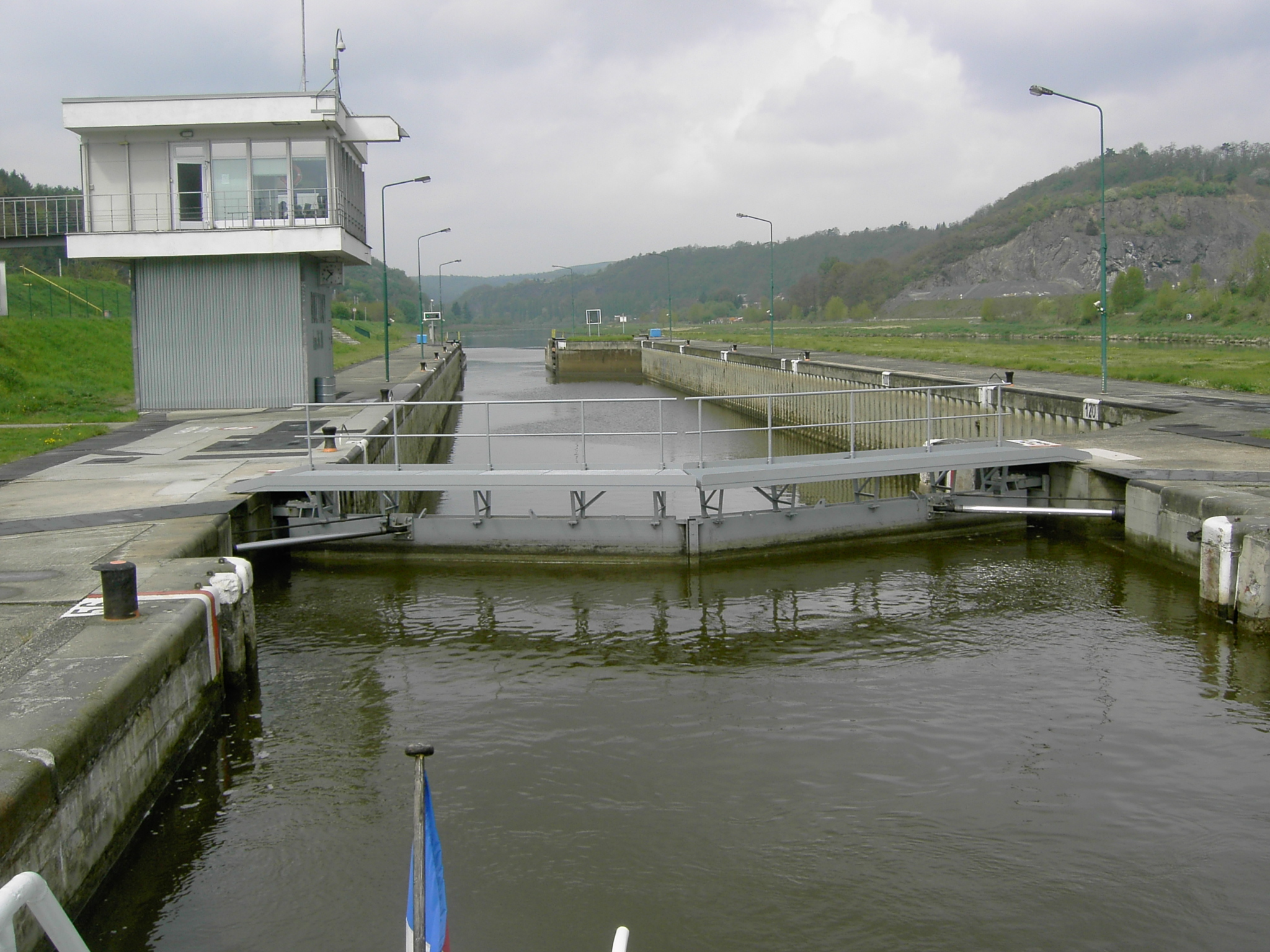
Écluse sur la Vltava.
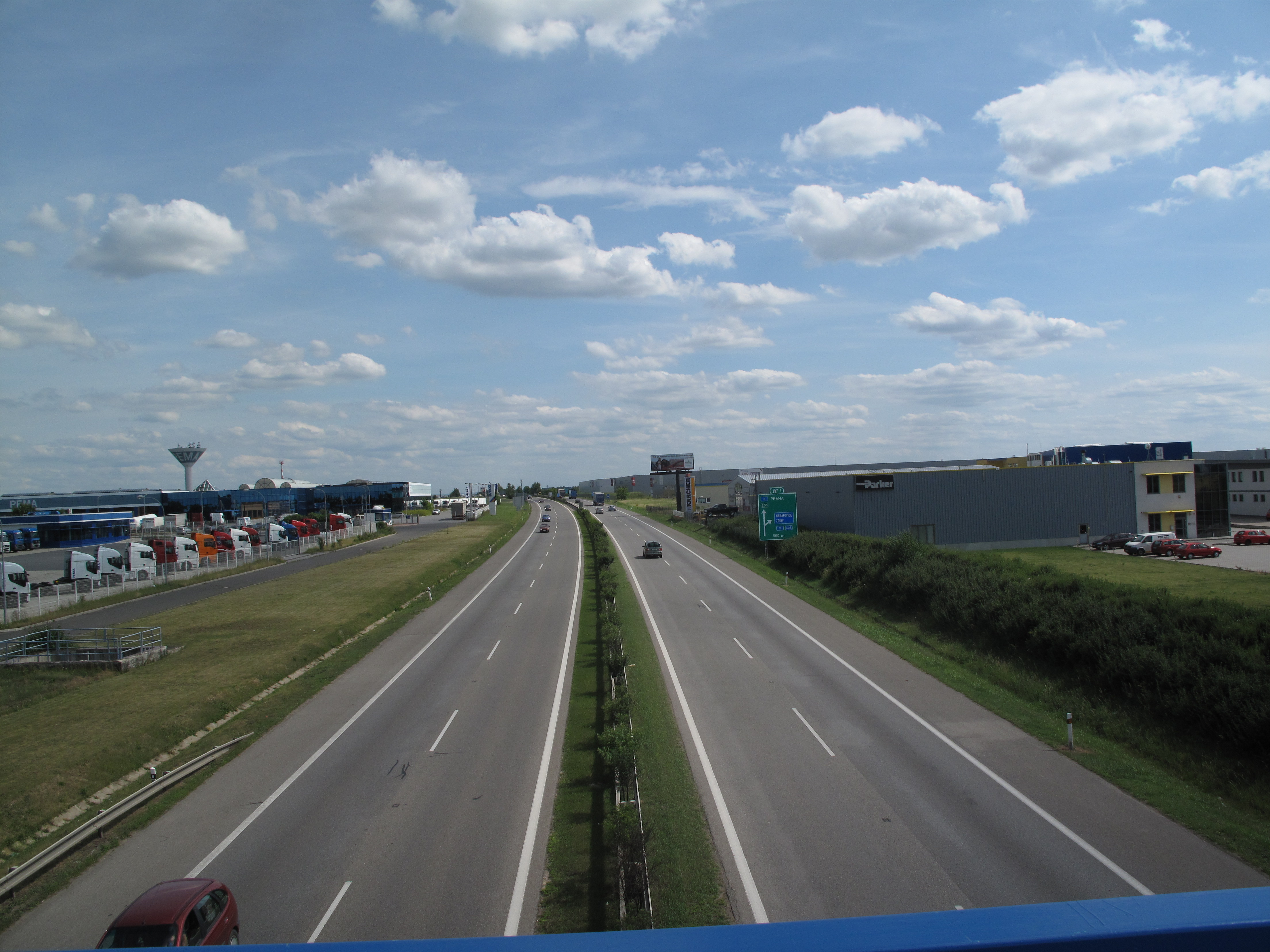
Autoroute D8/E55.